# Ulica Bagienna w Katowicach
Ulica Bagienna w Katowicach – jedna z głównych arterii komunikacyjnych Katowic, łącząca centrum miasta z Mysłowicami, przebiegająca przez teren Zawodzia i Szopienic-Burowca, a z tą drugą dzielnicą ulica Bagienna stanowi granicę z Janowem-Nikiszowcem. 
Ulica ta jest częścią drogi krajowej 79, a swoją nazwę wzięła od dawnych bagiennych terenów, przez które przebiega oraz od kolonii Bagno, która była zlokalizowana w przebiegu obecnej drogi. Jest drogą alternatywną do autostrady A4 biegnącej w osi wschód-zachód. W kierunku zachodnim ulica Bagienna i dalej biegnąca na zachód aleja Walentego Roździeńskiego zapewnia połączenie z Chorzowem i Bytomiem, a w kierunku wschodnim z Mysłowicami, Jaworznem, Chrzanowem i Krakowem.

## Przebieg
Ulica rozpoczyna swój bieg od węzła komunikacyjnego z aleją Walentego Roździeńskiego (DK79 do Śródmieścia i S86 do Sosnowca) i ulicą Murckowską (DK86 do Tychów). Następnie prowadzi pod ulicą Bohaterów Monte Cassino, nad rzeką Rawa. W Zawodziu, przy węźle komunikacyjnym z ulicami: 1 Maja, Krakowską i Obrońców Westerplatte, droga ta biegnie nad torami tramwajowymi. Za wiaduktami nad liniami kolejowymi nr 1 i 138 oraz pod ul. Szopienicką w rejonie Wilhelminy, znajduje się skrzyżowanie z ulicą Lwowską (do Szopienic i Nikiszowca). Ulica kończy swój bieg przy skrzyżowaniu z ulicą Krakowską, która prowadzi do centrum Mysłowic.

## Opis
Ulica Bagienna powstała w drugiej połowie XX wieku. W 1978 roku na terenie kolonii Bagno zbudowano węzeł drogowy (obecny węzeł z ul. 1 Maja i Obrońców Westerplatte). Nazwę ulicy nadano w 1994 roku uchwałą katowickiej Rady Miejskiej.
W pobliżu ulicy Bagiennej znajdują się przedsiębiorstwa usługowe, handlowe i firmy spedycyjno-transportowe. Ulicą Bagienną kursują linie autobusowe Zarządu Transportu Metropolitalnego i Przedsiębiorstwa Komunikacji Miejskiej Jaworzno. Stopniowo aktywizują się tereny byłej Huty Metali Nieżelaznych „Szopienice” wzdłuż tej ulicy poprzez zmianę zagospodarowania terenu.
Węzeł ulicy Bagiennej z ulicą Obrońców Westerplatte jest miejscem, w którym notuje się najwięcej wypadków i kolizji w ruchu drogowym. Ponadto droga ta jako jedna z głównych arterii komunikacyjnych Katowic jest źródłem ponadnormatywnego hałasu na całej swojej długości.
W latach 2005–2006 zmodernizowano pięć wiaduktów drogowych na węźle z ulicą Murckowską i aleją Walentego Roździeńskiego, natomiast rok później, w 2007 roku dokonano szeregu remontów w rejonie tego samego węzła. W ramach tych prac wykonano nową nawierzchnię asfaltową i z kostki brukowej, a także zamontowano nowe bariery energochłonne i mury oporowe. W 2009 roku odbył się remont nawierzchni tej ulicy.
W założeniu ulica Bagienna ma być częścią Drogowej Trasy Średnicowej. Od skrzyżowania z ulicą Lwowską ma zostać wybudowany odcinek do ulicy Obrzeżnej Zachodniej w kierunku Mysłowic. Przy ulicy zlokalizowany jest teren inwestycyjny o powierzchni 17,4 ha, którego właścicielem jest miasto Katowice. Teren posiada przeznaczenie pod zabudowę produkcyjną, składy i magazyny. W rejonie węzła ulicy Bagiennej i Murckowskiej zlokalizowana jest jedna z podstref Katowickiej Specjalnej Strefy Ekonomicznej o powierzchni 3,34 ha.

## Galeria

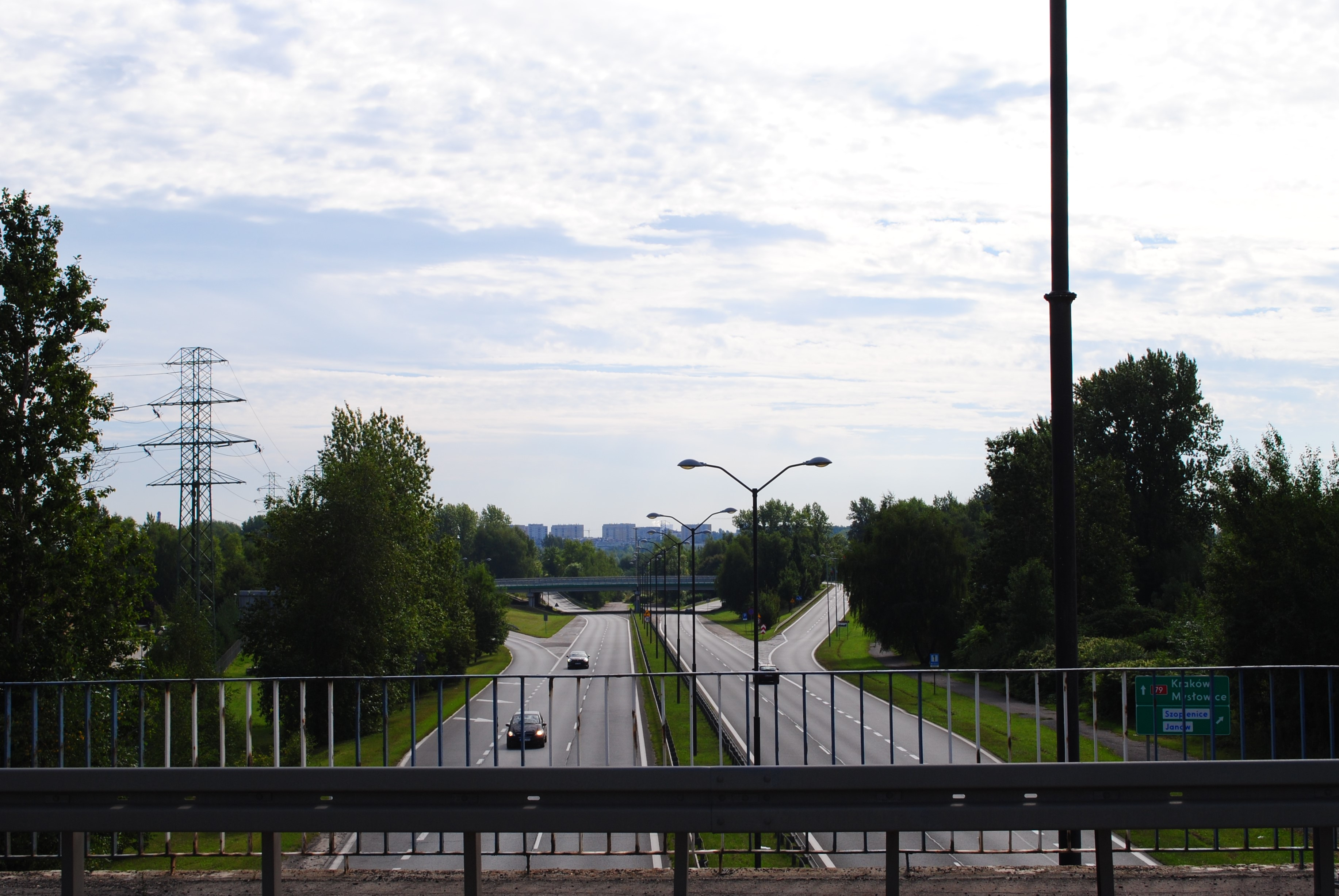
Ul. Bagienna w kierunku Mysłowic
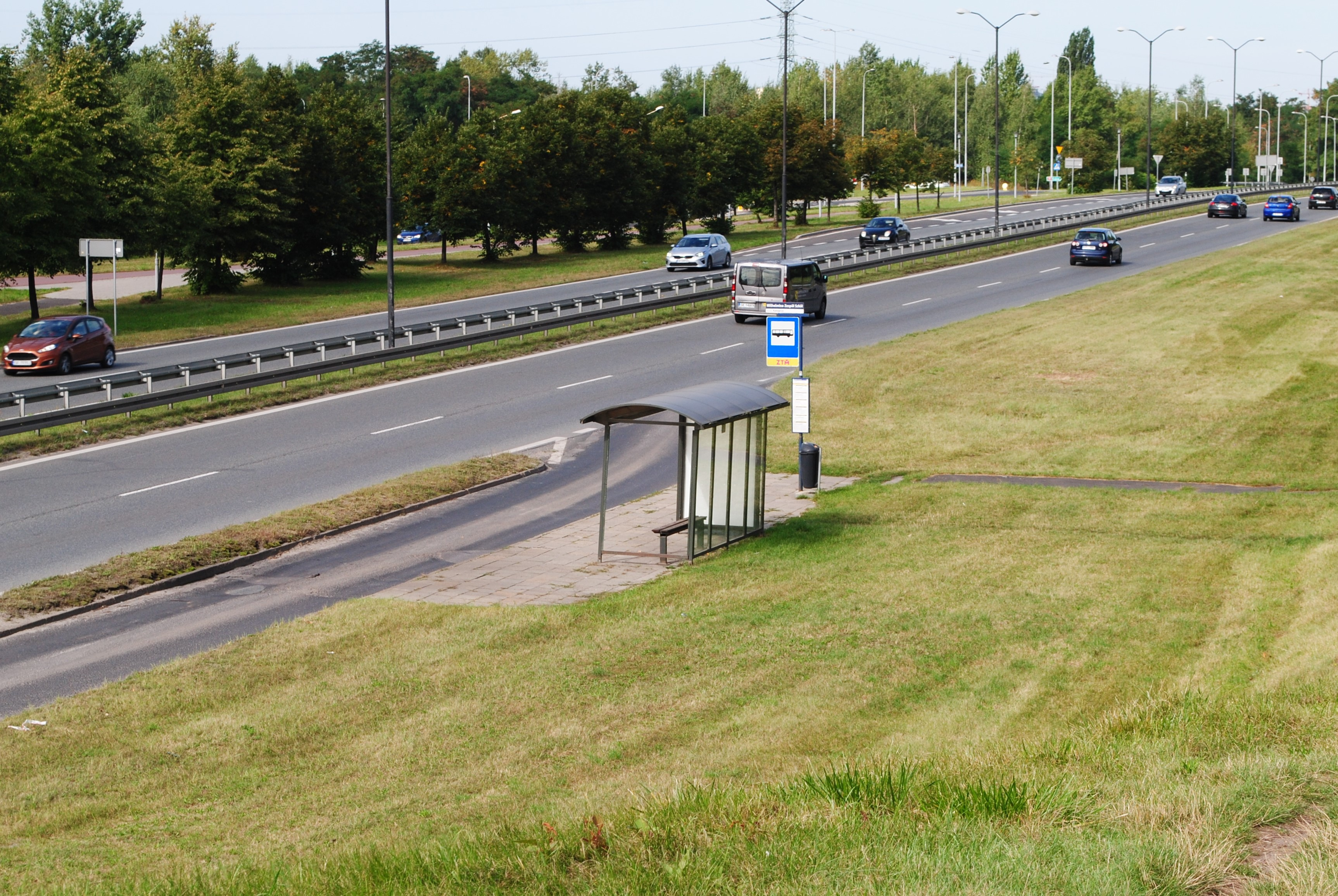
Przystanek autobusowy Wilhelmina Zespół Szkół
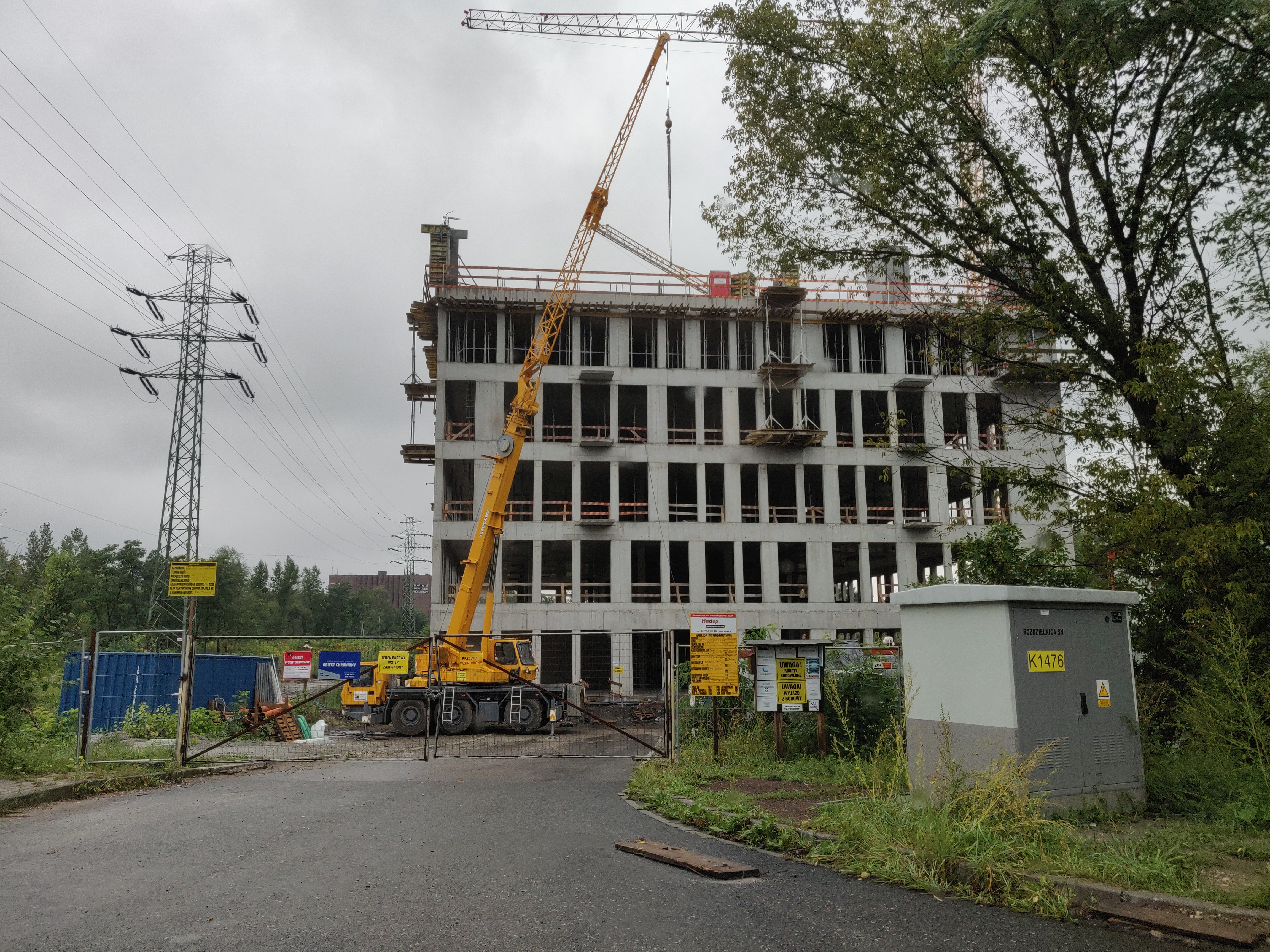
Budowa biurowca OPAL Bagienna (wrzesień 2020 rok)